# FMA IA-63 Pampa
L'IA-63 Pampa est un avion d'entraînement à réaction, conçu et fabriqué en Argentine par la Fábrica Argentina de Aviones (FAdeA) avec la collaboration de Dornier. Développé pour remplacer le Morane-Saulnier MS-760 l'Armée de l'air argentine, il effectue son premier vol en 1984 et entre en service en 1988. Cet avion, d'une envergure de 9,69 m et d'une longueur de 10,93 m, est propulsé par un turboréacteur Honeywell TFE731-2-2N avec une vitesse de croisière de 747 km/h et une autonomie de 1500 km. Conçu pour être plus petit et simple que l'Alpha Jet, le Pampa se distingue par ses ailes supercritiques non balayées et sa capacité à remplir une mission de combat léger tout en étant principalement utilisé pour la formation des pilotes. Sa construction en alliage d'aluminium et en fibre de carbone, ainsi que son cockpit tandem, en font un appareil moderne et polyvalent, qui a su évoluer au fil des années avec des versions améliorées comme le Pampa III. Bien qu'utilisé par l'Armée de l'air argentine, il a également attiré l'intérêt de pays étrangers, bien que son développement ait été marqué par des défis économiques et des retards.

## Historique
- 1979 : La Fuerza Aérea Argentina commande un nouvel avion d'entraînement pour remplacer les Morane Saulnier MS-760 Paris.
- 1980 : FMA s'allie avec Dornier (Allemagne) et Garrett (États-Unis) pour le développement de l'appareil.
- 6 octobre 1984 : Premier vol du prototype IA 63 Pampa.
- 1988 : Entrée en service officielle au sein de la Fuerza Aérea Argentina avec une commande initiale de 18 exemplaires.
- Années 1990 : Lockheed-Martin reprend FMA, renommée LMAASA, et modernise l'IA 63 en lançant le programme Pampa-NG (Next Generation).
- 2000 : L'Argentine achète 12 exemplaires modernisés, désignés Pampa-2000, destinés à l'entraînement avancé.
- 2003 : Mise en service des premiers avions Pampa-2000.
- 2008 : Rétrofit complet des avions existants avec une avionique moderne.
- 2024 : Malgré des propositions d'exportation, l'appareil reste en service uniquement en Argentine, avec des intérêts ponctuels de pays voisins comme la Bolivie et l'Uruguay.

## Caractéristiques techniques du FMA IA 63 Pampa
- Rôle principal : Entraînement avancé des pilotes.
- Équipage : 2 (instructeur et élève).
- Envergure : 9,69 m.
- Longueur : 12,23 m.
- Hauteur : 4,29 m.
- Poids à vide : 3 150 kg.
- Masse maximale au décollage : 5 700 kg.
- Motorisation : 1 réacteur Honeywell TFE731-2-2N.
- Vitesse maximale : 815 km/h.
- Plafond opérationnel : 13 000 m.
- Autonomie : 2 900 km (avec réservoirs externes).
- Armement optionnel :  
- Pods de mitrailleuses.
- Roquettes.
- Bombes légères.

- Avionique (version Pampa III) : Cockpit tout écran, radar et systèmes de navigation modernes.